# Addiopizzo
Addiopizzo ist eine sizilianische Antimafia-Bewegung, die 2004 in Palermo gegründet wurde. Wie der Name schon sagt (addio – Auf Wiedersehen, pizzo – Schutzgeld), widmet sie sich hauptsächlich dem Kampf gegen organisiertes Verbrechen und Erpressungen seitens der sizilianischen Mafia Cosa Nostra.

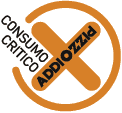
Das offizielle Logo

## Entstehungsgeschichte und Entwicklung
Am Morgen des 29. August 2004, dem Jahrestag der Ermordung von Libero Grassi,  waren in der ganzen Stadt Palermo Aufkleber mit der Aufschrift „Ein ganzes Volk, das Schutzgeld zahlt, ist ein Volk ohne Würde“ zu sehen. Die Idee zu dieser Aktion stammt von einer Gruppe Jugendlicher, die zusammen eine Bar eröffnen wollten, doch beim Gedanken an das Schutzgeld, das die Mafia ihnen wohl abverlangen würde, fassten sie Mut und gründeten keine Bar, sondern die Initiative Addiopizzo. Heute besteht das hauptsächlich volontäre „Komitée Addiopizzo“ aus etwa 40 Mitgliedern.

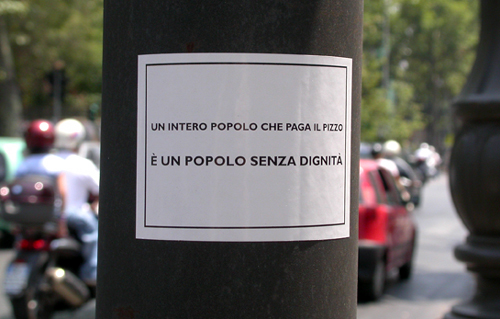
Aufkleberaktion 2003

Weitere Aktionen folgten, und im Jahr 2005 entstand die Kampagne „Konsumveränderung im Kampf gegen das Schutzgeld“ (Contro il pizzo cambia i consumi). Zum Ziel setzte man sich auf einer Seite, den Bürgern ihre Verantwortung bewusst zu machen und auf der anderen Seite Händler zu unterstützen, die sich den Schutzgeldforderungen der Mafia nicht (mehr) beugen. Mittlerweile zählen dazu 1000 Gewerbetreibende, darunter Restaurants, Hotels, Büchereien oder Copyshops, bis zu Nahrungsmittelbetrieben und -manufakturen, die NEIN zur Mafia gesagt haben. Diese findet man zusammengefasst auf von Addiopizzo gedruckten Stadtkarten und -guides und sind außerdem mit einem Addiopizzo-Aufkleber an der Eingangstür gekennzeichnet, um Verbrauchern einen kritischen Konsum und einen Beitrag zu einer „sauberen“ Wirtschaft zu ermöglichen.
Weitere Arbeitsfelder Addiopizzos sind die Schulen, denen Aufklärungsarbeit und Sensibilisierung zum Themengebiet Mafia und organisiertes Verbrechen geboten wird.
Seit 2005 organisiert Addiopizzo einen jährlichen Gedenktag an Libero Grassi, ein palermitanischer Gewerbetreibender, der einer der Ersten war, die sich gegen das Zahlen des Schutzgeldes beugten und 1991 von der Mafia ermordet wurde.
Der Höhepunkt des Jahres ist das dreitägige Fest des kritischen Konsums, das seit 2006 jährlich stattfindet und Schülern, Händlern und Mitbürgern, aber auch Touristen die Möglichkeit gibt, Addiopizzo und die teilnehmenden Händler kennenzulernen.
Im November 2009 wurde Addiopizzo Travel gegründet, eine neue kulturelle Organisation, die ethisch korrekten Tourismus anbietet und diejenigen, die kein Schutzgeld zahlen, unterstützt.

## Nachahmer
Seit 2006 gibt es Addiopizzo auch in Catania, einer anderen sizilianischen Stadt. 2010 zog auch Messina nach und gründete Addiopizzo Messina.
In Deutschland wurde – analog zu Addiopizzo – kurz nach den Mafiamorden von Duisburg im Jahr 2007 die Anti-Mafia-Bewegung “Mafia? Nein danke!” initiiert.